# NGC 986

NGC 986

NGC 986 هي مجرة تتبع كوكبة الكور. اكتشفها جيمس دنلوب في 1826.

## روابط خارجية
- NGC 986 على موقع ويكي سكاي: DSS2, SDSS, GALEX, IRAS, Hydrogen α, X-Ray, Astrophoto, Sky Map, Articles and images